# Mango Manila
El mango Manila es una variedad de mango (Mangifera indica) producida en México, principalmente en el estado de Veracruz. Fue importado desde Filipinas en el siglo XVII hasta Acapulco gracias al comercio de los galeones de Manila. Su origen, al igual que otras variedades mexicanas de mango como la Ataúlfo, está en los mangos filipinos. Por similitud en su forma, color y sabor, se suele confundir con la variedad filipina Carabao (que incluso se puede encontrar también bajo el nombre de Manila), pero son dos razas distintas ya que el Manila mexicano tiene un aporte genético de otras variedades importadas, una mezcla que el Carabao no tiene.
Con casi la mitad de la producción, la variedad de mango Manila es la más producida en México. Aun así su comercialización se limita a las fronteras nacionales, siendo el Ataúlfo la variedad más exportada a los Estados Unidos y otros países. Esto es debido principalmente a la baja resistencia del Manila a plagas y a su fragilidad. Otras variedades producidas en el país son Tommy Atkins, Haden o Kent. También un subtipo menos común de mango Manila llamado Manilita.

## Historia
El mango es un fruto cuyo cultivo se dio originalmente en la India, y llegó desde este país asiático a México por dos vías diferentes: una por el Pacífico, gracias a los comerciantes españoles, y otra por el Atlántico, gracias a los comerciantes portugueses. El cruce de ambos ha dado fruto a unas variedades autóctonas con importancia agronómica y culinaria. Los primeros mangos llegaron desde Manila, la capital de Filipinas, en 1779. Aunque desde mitades del siglo pasado también se cultiva en Guerrero, inicialmente el mango se plantó en Veracruz, en Chacaltianquizco (actual Chacaltianguis) y toda el área de la laguna de Alvarado, ya que se buscó un clima tropical húmedo similar al que se da en Filipinas y la cuenca del Papaloapan cumple con estos criterios.
Desde Goa hasta Brasil en el siglo XVI, y desde Brasil a México llegaron posteriormente gracias al comercio portugués.

## Características
El mango Manila presenta las siguientes características:
- Color variable de verde (inmaduro) a amarillo intenso (maduro).
- Tamaño aproximado de ~15 cm de largo y ~6 de ancho. Más largo y más delgado que otras variedades.
- Peso variable de 180 a 260 g. Más pequeño que otras variedades.
- Semilla poliembriónica.

Su sabor delicado, dulce con notas ácidas que recuerdan a la piña o a los cítricos, lo convierte en una de las variedades más apreciadas. Sin embargo, es un producto agrícola especialmente vulnerable a todo tipo de enfermedades como la mosca blanca. Además caduca rápidamente y es fácil que su piel se pudra al ser transportado por largo tiempo o sin el cuidado necesario. Todo ello hace que su exportación internacional sea dificultosa.

## Disputa entre México y Filipinas por la denominación
Las diversas agrupaciones de productores de mango Manila que han buscado proteger la variedad con una denominación de origen se han encontrado con el rechazo del gobierno filipino. La protección con DO, reconocida a nivel internacional, supondría una mayor competitividad económica del mango Manila, así como la legitimidad única del uso de este nombre. Ambos países compiten en los mercados japonés y estadounidense.
El director de la Oficina de Propiedad Intelectual de Filipinas, Adrian Cristobal, indica que ello sería competencia desleal, ya que los mangos producidos en filipina son también llamados Manila (o 'Super Manila'), y son el origen de los mangos mexicanos. No obstante, el mango Manila está ligado a la producción agrícola mexicana desde hace más de dos siglos, por lo que los productores en este país lo consideran como intrínsecamente suyo.
México es el cuarto productor de mango (5%), tras India (42%), China (10%), Tailandia (7%) e Indonesia (5%), datos de 2013. Sin embargo, México es el principal exportador internacional, y vende mangos a Australia, Norteamérica, Europa, Israel o Corea entre otros.